# Penelope Pussycat
Penelope Pussycat es un personaje de dibujos animados, que aparece en los clásicos cortos animados de Looney Tunes de Warner Bros. como protagonista de las historias de Pepe Le Pew. Aunque normalmente no habla, sus "maullidos" y "ronroneos" fueron proporcionados con mayor frecuencia por Mel Blanc usando una voz femenina. El personaje originalmente no tenía un nombre permanente; se la conocía alternativamente como "Penelope", "Fifi": o "Fabrette" y la hoja modelo de 1960 del animador Chuck Jones simplemente la llama "Le Cat". El nombre Penelope Pussycat fue creado retroactivamente para el marketing de Warner Bros.
El personaje apareció por primera vez en el cortometraje For Scent-imental Reasons de 1949, que ganó un Premio de la Academia. Si bien la mofeta se había utilizado en varios dibujos animados anteriores desde Odor-able Kitty (1945), la adición de la gatita a la que pretende en For Scent-imental Reasons solidificó su caracterización y la estructura de todas las películas de Pepé.
Como desafortunado blanco de atención física no deseada, el personaje ha sido examinado en la crítica cinematográfica feminista como ejemplo de "narrativa de violación-venganza"; sin embargo, esta lectura se complica por el final de algunos de los cortos, que dan la vuelta a la dinámica y dejan a Pepe como receptor involuntario de los afectos de la gata.
En el corto de 1959, Really Scent, fue interpretada por June Foray, en el corto de 1962, Louvre Come Back to Me!, fue interpretada por Julie Bennett, y en la película de 2000, Tweety's High-Flying Adventure, fue interpretada por Frank Welker. Su primer papel hablado fue en el cortometraje Carrotblanca de 1995, donde Tress MacNeille le dio la voz.

## Historia
Penelope Pussycat es más conocida como el interés amoroso a menudo desconcertado de la mofeta antropomorfa de Looney Tunes, Pepé Le Pew. Penelope es una gata blanca y negra, que a menudo se encuentra con una raya blanca en su espalda, ya sea pintada intencionalmente o por accidente.
A menudo se ve perseguida por el demasiado entusiasta Pepé, pero cuando se presenta la ocasión, Penelope se presenta como la perseguidora. For Scent-imental Reasons, Little Beau Pepé y Really Scent han demostrado que Penelope siente atracción por Pepé siempre que su olor se neutraliza (aunque en cada caso citado, circunstancias atenuantes han hecho que Pepé se sienta repelido por ella, incitando a Penelope a invertir los papeles).
En el merchandising actual de Warner Bros., Penelope y Pepé son retratados como compartiendo una atracción mutua, mientras que la serie de cómics Looney Tunes mantiene su relación de persecución. Carrotblanca la presentó como la Ilsa análoga a Bugs Bunny's Rick, con Silvestre representando a su marido y Pepe siendo un perseguidor menor.
Penelope Pussycat inspiró en parte al personaje de Tiny Toon Adventures, Furrball, un gato macho que, en un episodio, es perseguido por una mofeta amorosa (Fifi La Fume) debido a que le pintaron una raya blanca en la espalda y la cola.
Penelope permaneció sin nombre oficial durante muchos años. En el corto de 1954, The Cat's Bah, su pretendiente se refirió a ella como "Penelope". El nombre fue luego contradicho en el corto de 1955, Two Scent's Worth, donde fue identificada como "Fifi". En el corto de 1959, Really Scent, fue llamada "Fabrette". Una hoja modelo de principios de la década de 1990 se refería al personaje como "Le Cat". El lanzamiento en 1995 de Carrotblanca (una parodia de Casablanca) canonizó su nombre como "Penelope Pussycat", con muchos anuncios para el corto que la acreditaba como "Penelope Pussycat en su primer papel hablado".

## Apariciones

### Cortos clásicos
- For Scent-imental Reasons (1949)
- Scent-imental Romeo (1951)
- Little Beau Pepé (1952)
- The Cats Bah (1954)
- Past Perfumance (1955)
- Two Scent's Worth (1955)
- Heaven Scent (1956)
- Touché and Go (1957)
- Really Scent (1959)
- Who Scent You? (1960)
- A Scent of the Matterhorn (1961)
- Louvre Come Back to Me! (1962)

### Otros medios
- Tiny Toon Adventures (1990-1992)
- Carrotblanca (1995)
- Space Jam (1996) (cameo)
- Tweety's High-Flying Adventure (2000)
- Looney Tunes: Back in Action (2003)
- Looney Tunes: Back in Action (videojuego) (2003) (cameo)
- Loonatics Unleashed (2005-2007) (cameo)
- Bah, Humduck! A Looney Tunes Christmas (2006)
- The Looney Tunes Show (2011-2014)
- Space Jam: A New Legacy (2021) (solo anuncio teaser)
- Bugs Bunny Builders (2023)